# Lingankoppa, Kalghatgi
Lingankoppa là một làng thuộc tehsil Kalghatgi, huyện Dharwad, bang Karnataka, Ấn Độ.